# Fanzara

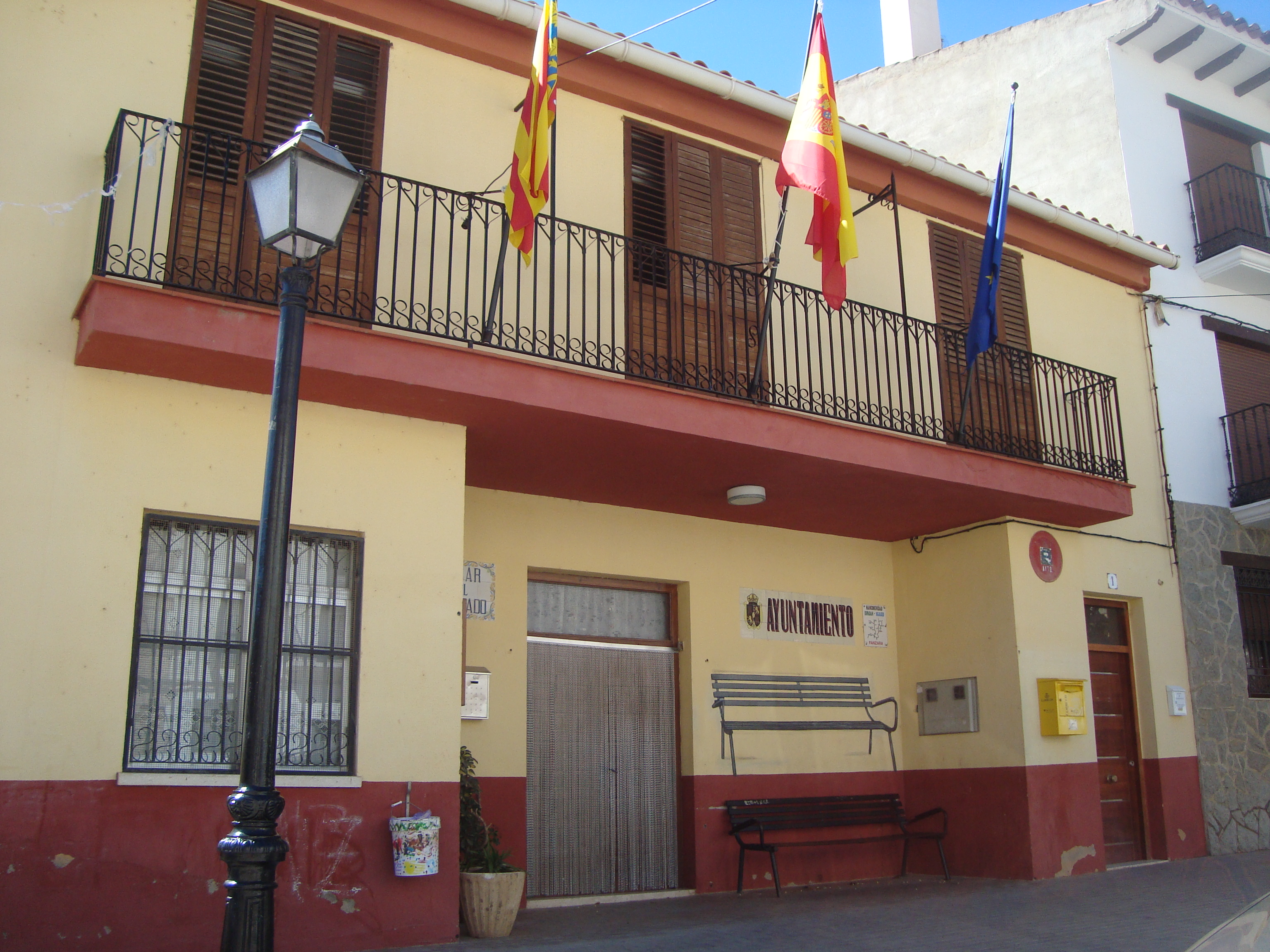
Ayuntamiento de Fanzara (Castellón)

Fanzara è un comune spagnolo di 252 abitanti situato nella comunità autonoma Valenciana.

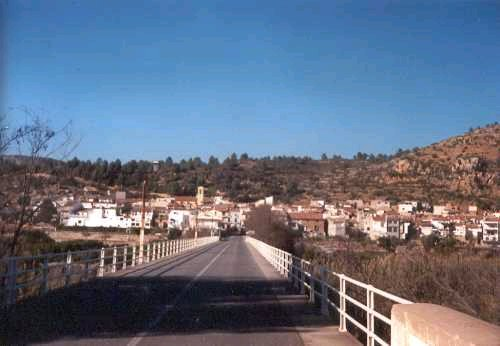
Panorama

## Altri progetti

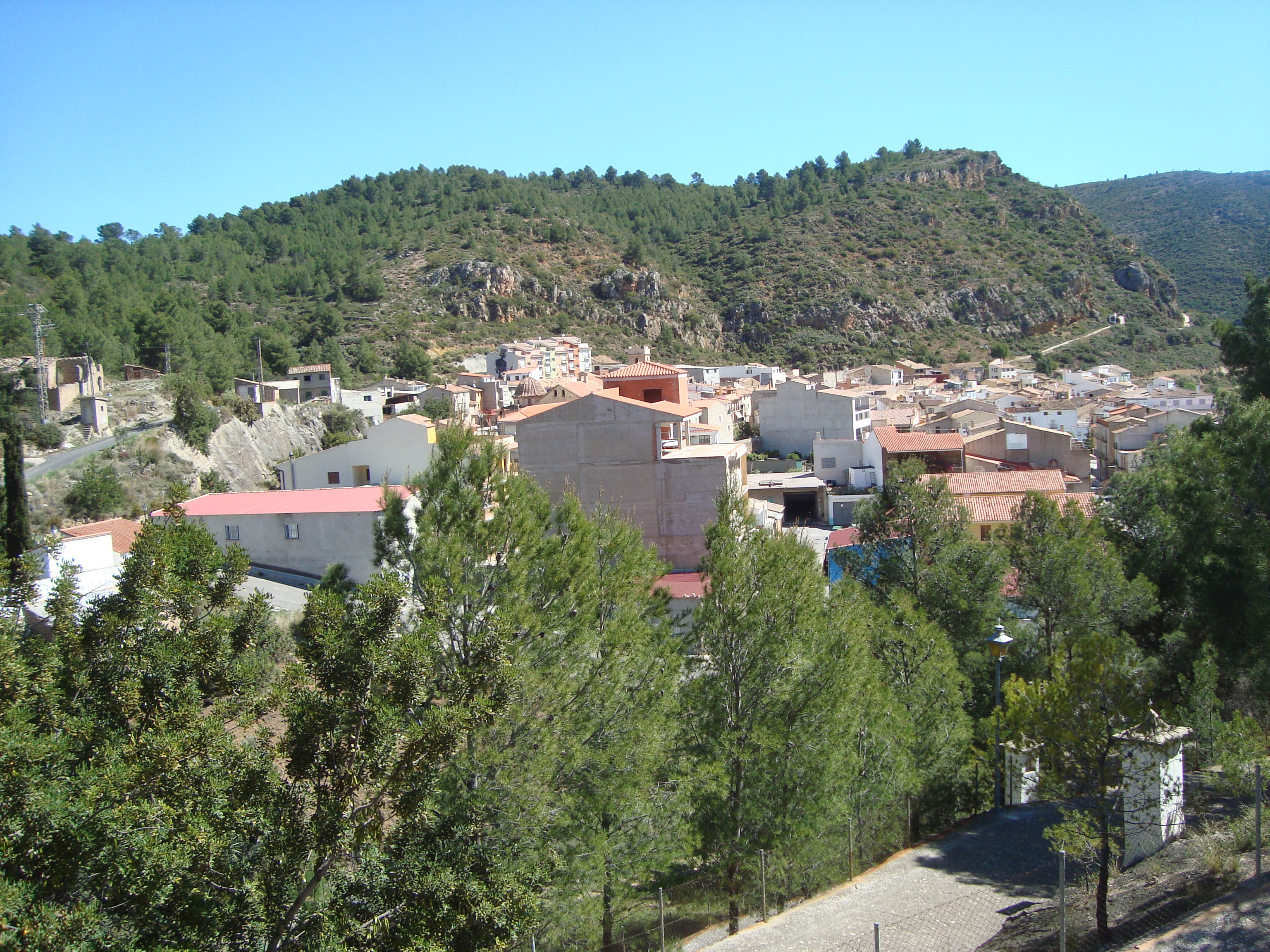
Panorámica de Fanzara (Castellón)